# Idatodi

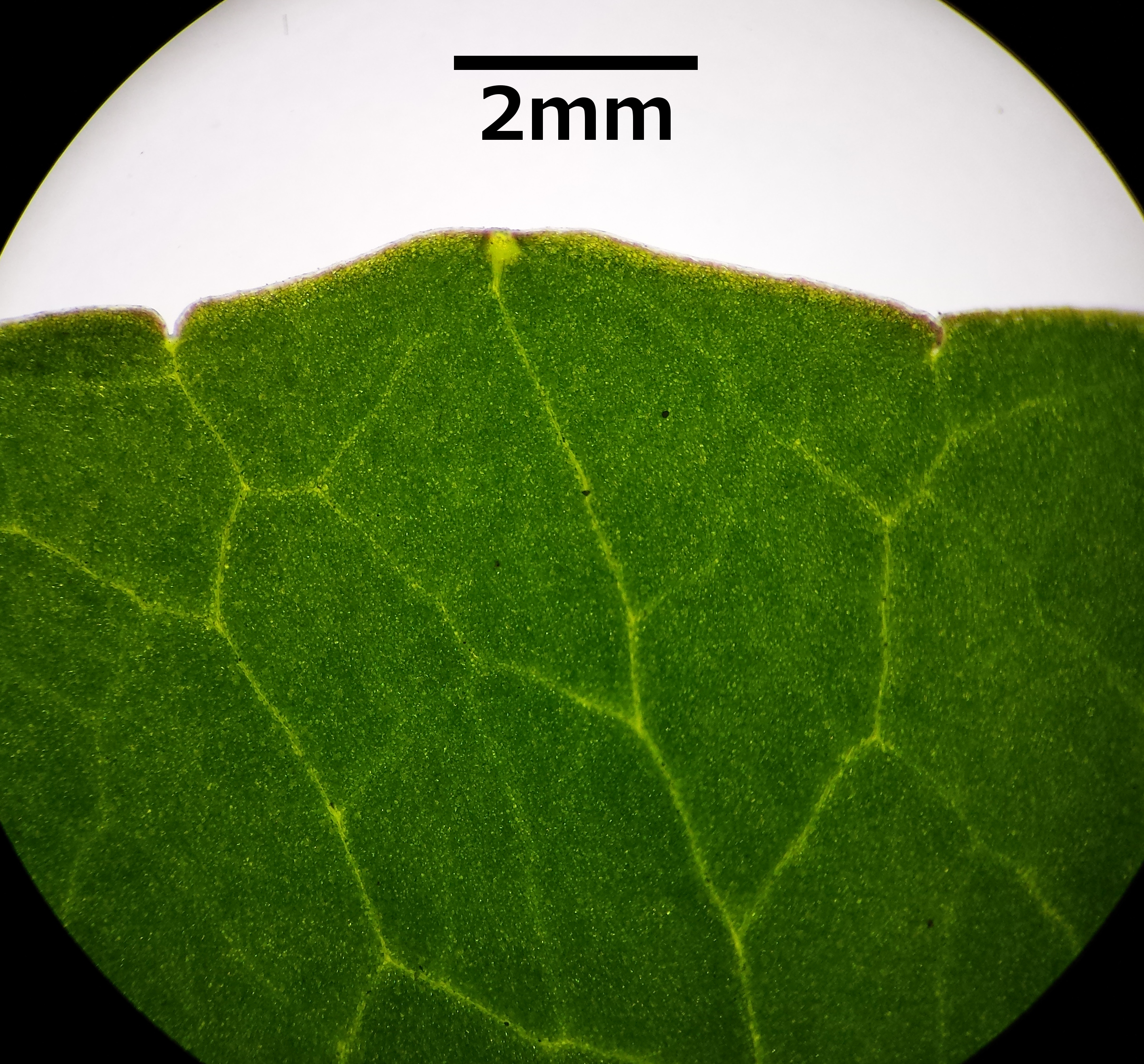
Idatode (al centro) in Ranunculus ficaria

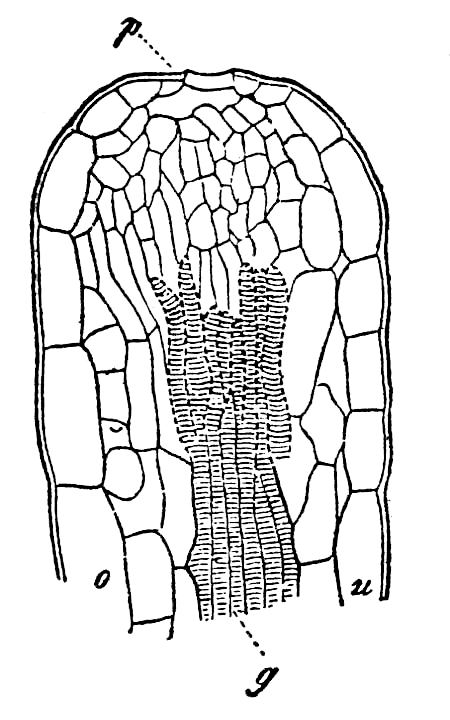
Una sezione di idatode nella foglia di Primula sinensis (da Dizionario Enciclopedico Brockhaus ed Efron)

Gli idatodi sono apparati ghiandolari deputati all'eliminazione di acqua allo stato liquido in eccesso  tramite il processo della guttazione. 
Il termine deriva dal greco hydat-, "acqua" e hodos, "via" e fu coniato nel 1894 dal botanico austriaco Gottlieb Haberlandt.   
Per la loro somiglianza con gli stomi vengono talvolta definiti  anche "stomi acquiferi"  e si trovano nelle foglie delle Angiosperme, spesso in corrispondenza della parte terminale delle nervature. 
Gli idatodi sono costituiti da un gruppo di cellule metabolicamente attive con numerosi spazi intercellulari pieni d'acqua. A differenza degli stomi hanno pochi o nessun cloroplasto, mancano degli ispessimenti di parete e la loro apertura non è regolabile ma fissa.  
Gli idatodi sono coinvolti nel processo di guttazione, in cui la pressione positiva dello xilema (dovuta alla pressione radicale) fa trasudare liquido dai pori .   
Gli idatodi non sono presenti ovunque, ma solamente al margine del lembo fogliare di alcune foglie. Dagli stomi acquiferi le piante espellono l'acqua in eccesso che viene assorbita dalle radici, ma questo fenomeno non accade molto frequentemente. In condizioni di freddo-umido le piante, soprattutto quelle erbacee, espellono l'acqua da questi stomi idatodi sotto forma di goccioline.
Gli idatodi, avendo la rima stomatica sempre aperta, possono rappresentare uno dei punti di ingresso dei patogeni.